# Tepuibasis chimantai
Tepuibasis chimantai là một loài chuồn chuồn kim trong họ Coenagrionidae.
Tepuibasis chimantai được De Marmels miêu tả khoa học năm 1988.